# Silobia smaragdula
Silobia smaragdula är en lavart som först beskrevs av Göran Wahlenberg, och fick sitt nu gällande namn av M. Westb. & Wedin. Silobia smaragdula ingår i släktet Silobia och familjen Acarosporaceae.  Arten är reproducerande i Sverige. Inga underarter finns listade i Catalogue of Life.